# Khulsanurus
Khulsanurus je rod alvarezsauridního teropodního dinosaura, žijícího v období pozdní křídy (věk kampán, asi před 72 miliony let) na území dnešního Mongolska (souvrství Barun Gojot). Byla objevena částečně dochovaná kostra bez lebky. Formálně byl typový druh K. magnificus popsán koncem roku 2021.

## Popis a systematika
Stejně jako ostatní alvarezsauridi byl i Khulsanurus relativně malým, opeřeným bipedním teropodem, představujícím pravděpodobně specializovaného hmyzožravce nebo všežravce.
Podle provedené fylogenetické analýzy se jednalo o zástupce podčeledi Parvicursorinae a jeho nejbližšími příbuznými byly další asijské rody Mononykus, Shuvuuia, Albinykus a Xixianykus.